# نرجس كانتابري
النرجس الكانتابري (باللاتينية: Narcissus cantabricus) نوع نباتي يتبع جنس النرجس من الفصيلة النرجسية. ينمو النبات من بصلة شتوية مبكرة معمرة.

## الموئل والانتشار
يعد النرجس الكانتابري متوطنًا في المغرب العربي وإسبانيا حيث أخذ اسمه من منطقة كانتابريا في شمال إسبانيا.